# 卢平
卢平（1965年2月—），湖南长沙人。女，汉族。1982年加入中国共产党。湖南师范大学伦理学专业毕业。

## 經歷
1999年，擔任长沙卷烟厂廠長。2007年至2014年間，擔任湖南中烟工业有限责任公司副总经理。2014年2月，任湖南中烟工业有限责任公司总经理。
2013年，当选第十二届全国人民代表大会湖南地区代表。2018年2月24日，当选为第十三届全国人大代表。
2020年10月30日，中共湖南省纪委监委发布消息表示，盧平因涉嫌严重违纪违法，正接受调查。

## 榮譽
- 2005年，入選第五届“中国十大女杰”[5]。